# Dieter Flury
Dieter Flury (* 8. Juli 1952 in Küsnacht, Schweiz) ist ein Flötist. Von 1981 bis 2017 war er Soloflötist der Wiener Philharmoniker und von 2005 bis 2014 deren Geschäftsführer.

## Biografie
Dieter Flury ist gebürtiger Schweizer und absolvierte sein Flötenstudium bei André Jaunet an der Musikhochschule Zürich, wo er 1976 mit Solistendiplom abschloss.
1972 bis 1976 Studium der Mathematik an der ETH Zürich, 1982 Doktorat der technischen Mathematik an der Technischen Universität Wien.
Ab 1977 war Dieter Flury Mitglied des Wiener Staatsopernorchesters bzw. der Wiener Philharmoniker. 1981 wurde er Soloflötist des Orchesters, von 2005 bis 2014 war er zusätzlich als deren Geschäftsführer tätig. 2017 wurde er pensioniert.
Seit 1996 unterrichtet Dieter Flury als ordentlicher Professor an der Kunstuniversität Graz.
Flury hat vier Kinder und lebt in Wien. Seine Tochter Iréna Flury (* 1984) ist Schauspielerin.

## Kontroverse über Misogynie
Dieter Flury sagte 1996 im WDR-Interview Musikalische Misogynie:

„Wir haben vorhin vom speziell Wienerischem gesprochen, von dieser Art hier zu musizieren. Und das ist für mich auch ein Indiz, dass eben die Art, wie hier musiziert wird, nicht nur ein technisches Können ist, sondern sehr viel mit der Seele zu tun hat, und die Seele lässt sich einfach nicht trennen von den kulturellen Wurzeln, dass wir hier im mitteleuropäischen Raum sind, und sie lässt sich auch nicht vom Geschlecht trennen. Also wenn man der Ansicht ist, dass die Welt nach Quotenregelungen funktionieren sollte, dann ist natürlich die Tatsache, dass wir hier eine Gruppe von weisshäutigen männlichen Musikern sind, die ausschliesslich weißhäutige, männliche Komponisten aufführen, ein rassistisches und sexistisches Ärgernis, das muss man, glaube ich, so sagen. Wenn man jetzt mit einer oberflächlichen Gleichmacherei kommt, verliert man ganz Wesentliches daran. Deshalb bin ich der Überzeugung, dass es wert ist, dieses rassistische und sexistische Ärgernis zu akzeptieren, weil etwas herauskommt, was meiner Meinung nach nicht im selben Maß herauskommen würde, wenn man das jetzt nach falschverstandenen Menschenrechten ändern würde.“

## Auszeichnungen
- Österreichisches Ehrenkreuz für Wissenschaft und Kunst (2007)
- Goldenes Verdienstzeichen des Landes Salzburg (2003)
- Goldenes Verdienstzeichen der Republik Österreich (1996)